# Баја ди Пескичи (Фођа)
Баја ди Пескичи (итал. Baia di Peschici) је насеље у Италији у округу Фођа, региону Апулија.
Према процени из 2011. у насељу је живело 42 становника. Насеље се налази на надморској висини од 4 м.